# 220 Meridian
El 220 Meridian, anteriormente conocido como AT&T 220 Building, es un edificio de 23 pisos ubicado en 220 North Meridian Street en Indianápolis (Estados Unidos). Se completó en 1974 cuando sirvió como sede de Indiana Bell .
Está conectado con el edificio AT&T de 22 pisos, ubicado justo al norte en 240 North Meridian Street, y ambos edificios albergaron la sede de AT&T en Indiana . El edificio AT&T 220 se vendió a Geis Properties, con sede en Cleveland, en 2013 por 16,5 millones de dólares.
En 2017, el edificio fue comprado por Keystone Realty Group, que propuso invertir 80 millones de dólares para convertirlo en un uso mixto con restaurantes, oficinas, apartamentos y estacionamiento.